# Zabrđe (gmina Cetynia)
Zabrđe (cyr. Забрђе) – wieś w Czarnogórze, w gminie Cetynia. W 2011 roku liczyła 119 mieszkańców.